# بطولة أمم أوروبا داخل الصالات 2005
بطولة أمم أوروبا داخل الصالات 2005 هو الموسم 5 من  بطولة أمم أوروبا داخل الصالات. كان عدد الأندية المشاركة فيه  8، وفاز فيه منتخب إسبانيا لكرة القدم داخل الصالات.